# Lellig
Lellig (en luxemburguès: Lelleg; en alemany:  Lellig) és una vila de la comuna de Manternach, situada al districte de Grevenmacher del cantó de Grevenmacher. Està a uns 25 km de distància de la ciutat de Luxemburg.